# Sharks
"Sharks" is een nummer van de Amerikaanse band Imagine Dragons. Het verscheen op hun album Mercury - Acts 1 & 2 uit 2022. Op 24 juni van dat jaar werd het uitgebracht als de tweede single van het album.

## Achtergrond
"Sharks" is geschreven door bandleden Dan Reynolds, Wayne Sermon, Ben McKee en Daniel Platzman in samenwerking met Robin Fredriksson, Mattias Larsson en geproduceerd door de band en Mattman & Robin, het producersduo bestaande uit Fredriksson en Larsson. Op 12 juni 2022 was een eerste fragment van het nummer te horen in een promotionele trailer voor het album Mercury – Act 2. Vier dagen later werden de eerste tekstregels onthuld in een puzzel in de vorm van een audiobericht dat werd gedeeld in de Discordserver van de band. De volgende dag maakte de band de oplossing van de puzzel bekend en werd tevens onthuld dat de single op 24 juni zou worden uitgebracht.
"Sharks" gaat over iemand die sterk wordt beïnvloed door mensen die lijken vrienden te zijn, maar die deze verraden zodra ze een zwak punt in deze persoon vinden. In een interview met Apple Music vertelde zanger Reynolds over het nummer: "Er is een soort van zwaarte op het album, maar er is ook veel ironie. 'Bones' en 'Sharks' zijn bijna hetzelfde, ze hebben allebei veel ironie. [...] Het is een donker verhaal, 'Sharks' is het verhaal van een man, vooral als je ouder wordt, wordt het iets anders. De wereld is vol met haaien. En als je ouder wordt, wordt het steeds duidelijker, maar het is ook een soort zelfreflectie, waarbij je denkt, 'Maar hoe kun je dit beoordelen, want hoe vaak ben je zelf een haai geweest?' Het is alsof je haaien ziet, maar je bent er zelf ook een. Snap je? Ben je een haai? Je vraagt jezelf dat af. Ik wilde een middenweg vinden, waarin ik zei, 'De dood komt voor, en de wereld is vol met egoïstische mensen, maar er is een manier om erom te lachen, omdat het onvermijdbaar is'. Ik wil niet dat het alleen maar emo op die manier is, maar het is zo van, wanneer het allemaal voorbij is, moet je er gewoon om lachen."
"Sharks" werd een hit in een aantal landen. De Amerikaanse Billboard Hot 100 werd weliswaar niet bereikt, maar het kwam in dit land wel tot de twaalfde plaats in de Rock Songs-lijst en tot plaats 24 in de "Bubbling Under"-lijst voor de Hot 100. Ook in onder meer Canada, Frankrijk, Italië, Portugal en Zwitserland behaalde het de hitlijsten. Het behaalde het meeste succes in Nederland, waar het tot plaats 22 in de Top 40 en plaats 59 in de Single Top 100 kwam.

## Hitnoteringen

### Nederlandse Top 40
| Hitnotering: 02-07-2022 t/m 24-09-2022 | Hitnotering: 02-07-2022 t/m 24-09-2022 | Hitnotering: 02-07-2022 t/m 24-09-2022 | Hitnotering: 02-07-2022 t/m 24-09-2022 | Hitnotering: 02-07-2022 t/m 24-09-2022 | Hitnotering: 02-07-2022 t/m 24-09-2022 | Hitnotering: 02-07-2022 t/m 24-09-2022 | Hitnotering: 02-07-2022 t/m 24-09-2022 | Hitnotering: 02-07-2022 t/m 24-09-2022 | Hitnotering: 02-07-2022 t/m 24-09-2022 | Hitnotering: 02-07-2022 t/m 24-09-2022 | Hitnotering: 02-07-2022 t/m 24-09-2022 | Hitnotering: 02-07-2022 t/m 24-09-2022 | Hitnotering: 02-07-2022 t/m 24-09-2022 | Hitnotering: 02-07-2022 t/m 24-09-2022 |
| Week                                   | 1                                      | 2                                      | 3                                      | 4                                      | 5                                      | 6                                      | 7                                      | 8                                      | 9                                      | 10                                     | 11                                     | 12                                     | 13                                     |                                        |
| -------------------------------------- | -------------------------------------- | -------------------------------------- | -------------------------------------- | -------------------------------------- | -------------------------------------- | -------------------------------------- | -------------------------------------- | -------------------------------------- | -------------------------------------- | -------------------------------------- | -------------------------------------- | -------------------------------------- | -------------------------------------- | -------------------------------------- |
| Nummer                                 | 34                                     | 25                                     | 24                                     | 23                                     | 23                                     | 22                                     | 26                                     | 32                                     | 35                                     | 37                                     | 37                                     | 40                                     | 40                                     | uit                                    |

### Single Top 100
| Hitnotering: 02-07-2022 t/m 10-09-2022 | Hitnotering: 02-07-2022 t/m 10-09-2022 | Hitnotering: 02-07-2022 t/m 10-09-2022 | Hitnotering: 02-07-2022 t/m 10-09-2022 | Hitnotering: 02-07-2022 t/m 10-09-2022 | Hitnotering: 02-07-2022 t/m 10-09-2022 | Hitnotering: 02-07-2022 t/m 10-09-2022 | Hitnotering: 02-07-2022 t/m 10-09-2022 | Hitnotering: 02-07-2022 t/m 10-09-2022 | Hitnotering: 02-07-2022 t/m 10-09-2022 | Hitnotering: 02-07-2022 t/m 10-09-2022 | Hitnotering: 02-07-2022 t/m 10-09-2022 | Hitnotering: 02-07-2022 t/m 10-09-2022 |
| Week                                   | 1                                      | 2                                      | 3                                      | 4                                      | 5                                      | 6                                      | 7                                      | 8                                      | 9                                      | 10                                     | 11                                     |                                        |
| -------------------------------------- | -------------------------------------- | -------------------------------------- | -------------------------------------- | -------------------------------------- | -------------------------------------- | -------------------------------------- | -------------------------------------- | -------------------------------------- | -------------------------------------- | -------------------------------------- | -------------------------------------- | -------------------------------------- |
| Nummer                                 | 90                                     | 74                                     | 68                                     | 61                                     | 68                                     | 67                                     | 63                                     | 59                                     | 61                                     | 85                                     | 94                                     | uit                                    |

### NPO Radio 2 Top 2000
| Nummer met noteringen in de NPO Radio 2 Top 2000 | '23  | '24  |
| ------------------------------------------------ | ---- | ---- |
| Sharks                                           | 1847 | 1746 |

1. ↑  Een vetgedrukt getal geeft de hoogste notering aan.
2. ↑  2023 was het eerste jaar met een notering voor dit nummer.